# Hungerbach (Weitnau)
Hungerbach (mundartlich: Hungərba, Hungərbach) ist ein Gemeindeteil der Marktgemeinde Weitnau im bayerisch-schwäbischen Landkreis Oberallgäu.

## Geographie
Die Einöde liegt circa 3,5 Kilometer nördlich des Hauptorts Weitnau. Nördlich der Siedlung fließt die Wengener Argen.

## Ortsname
Der Ortsname stammt von den frühneuhochdeutschen Wörter hunger für Hunger und bach für Bach und bedeutet in diesem Kontext (Siedlung am) Bach, der bei Dürre austrocknet.

## Geschichte
Hungerbach wurde erstmals urkundlich im Jahr 1551 als Flurname erwähnt. Die Siedlung entstand zwischen 1818 und 1875. Bis zur bayerischen Gebietsreform 1972 gehörte der Ort der Gemeinde Wengen an.